# Stanisław Nadolski
Stanisław Nadolski herbu Kolumna (zm. przed 26 listopada 1564 roku) – pisarz ziemski kamieniecki w latach 1551-1560, wójt latyczowski w 1550 roku, towarzysz obrony potocznej w latach 1541-1558.
Poseł na sejm krakowski 1553 roku z województwa podolskiego.